# Residuo (análisis complejo)
Se denomina residuo de una función analítica {\displaystyle f(z)} en una singularidad aislada {\displaystyle z=z_{0}} al número
{\displaystyle \operatorname {Res} (f,z_{0})={\frac {1}{2\pi i}}\int _{C}f(z)dz}
donde {\displaystyle C} representa una circunferencia centrada en {\displaystyle z_{0}}, en cuyo interior no hay puntos singulares de la función, salvo {\displaystyle z_{0}}.

## Cálculo de residuos
Si {\displaystyle f(z)} tiene una singularidad evitable en {\displaystyle z_{0}}, el residuo es 
{\displaystyle \operatorname {Res} (f(z),z_{0})=0}. Si {\displaystyle f(z)} tiene un polo de orden {\displaystyle N} en {\displaystyle z_{0}}, entonces el residuo se puede calcular como:
{\displaystyle \operatorname {Res} (f,z_{0})=\lim _{z\to z_{0}}\,\,{\frac {1}{(N-1)!}}{\frac {d^{N-1}}{dz^{N-1}}}[(z-z_{0})^{N}f(z)]}
En particular, si {\displaystyle N=1} (polo simple),
{\displaystyle \operatorname {Res} (f,z_{0})=\lim _{z\to z_{0}}\,\,(z-z_{0})f(z)}
Si el punto {\displaystyle z_{0}} es una singularidad esencial, el residuo se calcula desarrollando la función en serie de Laurent en torno a {\displaystyle z_{0}}. El residuo es el coeficiente correspondiente a la potencia de exponente {\displaystyle -1}.